# 芝加哥火焰足球會
芝加哥火焰足球會（英語：Chicago Fire FC，简称：芝加哥火焰、芝加哥火燄）是美國職業足球大聯盟球隊。1997年10月26日成立，球隊的命名來自1871年的芝加哥大火，主場位於伊利諾伊州芝加哥的軍人球場。

## 歷史

### 簡介
於1997年10月8日，芝加哥火焰FC以芝加哥火焰足球俱樂部為名成立。俱樂部的所有者兼主席是喬·曼索托，他於2019年買下了這家具樂部 。

## 榮譽
- 美國職業足球大聯盟杯
  - 冠軍：1998年
  - 亞軍：2002年、2003年
- 美國足球大聯盟支持者盾杯
  - 冠軍：2003年
  - 亞軍：2000年、2001年
- 美國公開杯
  - 冠軍：1998年、2000年、2003年、2006年
  - 亞軍：2004年

## 歷任教練
| Name                   | Nat        | Tenure                         |
| ---------------------- | ---------- | ------------------------------ |
| Bob Bradley            | 美国       | 1997年10月30日 – 2002年10月5日 |
| Dave Sarachan          | 美国       | 2002年11月4日 – 2007年6月20日  |
| 祖安·卡路士·奧蘇里奧   | 哥伦比亚   | 2007年7月1日 – 2007年12月10日  |
| Denis Hamlett          | 哥斯达黎加 | 2008年1月11日 – 2009年11月24日 |
| Carlos de los Cobos    | 墨西哥     | 2010年1月1日 – 2011年5月30日   |
| Frank Klopas           | 美国       | 2011年5月30日 – 2013年10月30日 |
| Frank Yallop           | 加拿大     | 2013年10月31日 – 2015年9月20日 |
| Brian Bliss (看守教練) | 美国       | 2015年9月20日 – 2015年11月24日 |
| Veljko Paunović        | 塞尔维亚   | 2015年11月24日 –               |

## 歷年戰績
| 年份   | 常規賽    | 季後賽   | 公開杯   | CONCACAF 冠軍杯 | 北美超級聯賽 |
| ------ | --------- | -------- | -------- | --------------- | ------------ |
| 1998年 | 西岸第二  | 冠軍     | 冠軍     | 未晉級          | 2007年舉辦   |
| 1999年 | 西岸第三  | 半準決賽 | 16強     | 第3             | 2007年舉辦   |
| 2000年 | 中區第二  | 決賽     | 冠軍     | 未晉級          | 2007年舉辦   |
| 2001年 | 中區第一  | 準決賽   | 半準決賽 | 沒舉辦          | 2007年舉辦   |
| 2002年 | 東岸第三  | 半準決賽 | 16強     | 半準決賽        | 2007年舉辦   |
| 2003年 | 東岸第一* | 決賽     | 冠軍     | 未晉級          | 2007年舉辦   |
| 2004年 | 東岸第五  | 未晉級   | 決賽     | 準決賽          | 2007年舉辦   |
| 2005年 | 東岸第三  | 準決賽   | 準決賽   | 未晉級          | 2007年舉辦   |
| 2006年 | 東岸第三  | 半準決賽 | 冠軍     | 未晉級          | 2007年舉辦   |
| 2007年 | 東岸第四  | 準決賽   | 16強     | 未晉級          | 沒參與       |
| 2008年 | 東岸第二  | 準決賽   | 八強     | 未晉級          | 未晉級       |
| 2009年 | 東岸第二  | 準決賽   | 十六強   | 未晉級          | 決賽         |
| 2010年 | 東岸第四  | 未晉級   | 十六強   | 未晉級          | 分組賽       |

* 贏得支持者盾

## 外部連結
- 官方網站 （页面存档备份，存于）